# Moto Guzzi Cardellino
Die Moto Guzzi Cardellino ist ein Leichtkraftrad mit Zweitaktmotor des italienischen Herstellers Moto Guzzi, das von 1954 bis 1963 in Mandello del Lario als direkter Nachfolger der Motoleggera 65 „Guzzino“ (1946–1954) gebaut wurde. Der Name „Cardellino“ bedeutet im Deutschen „Stieglitz“ (Vogelart).

## Geschichte

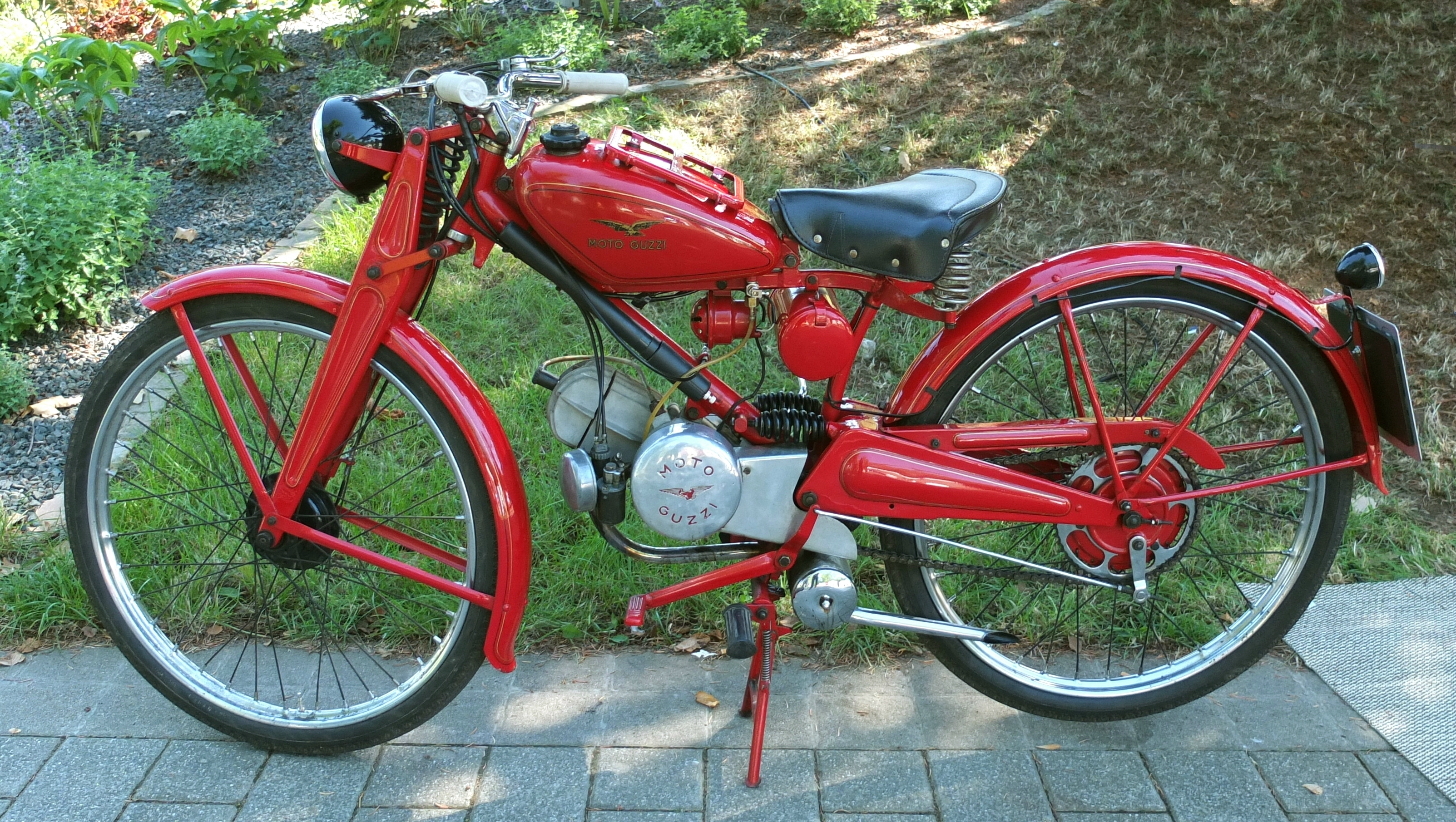
Vorgängerin Motoleggera 65 (1946–1954)

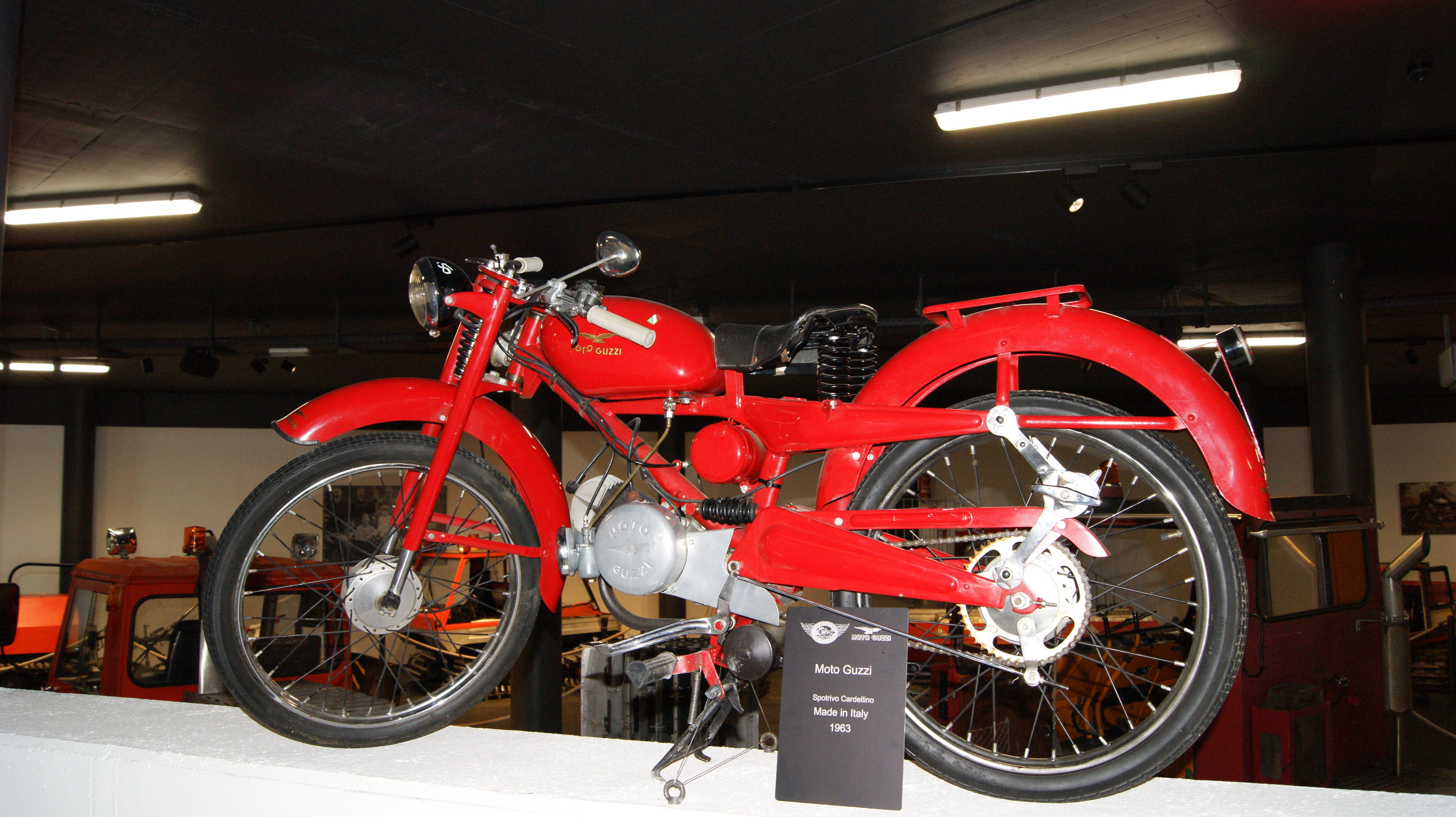
Cardellino 65 mit Teleskopgabel (1955–1956)

Im italienischen Markt war das Leichtkraftrad Motoleggera 65 mit Zweitaktmotor seit 1946 synonym für erschwingliche Mobilität und deshalb erfolgreich. Für Moto Guzzi war deren margenstarker Umsatz finanziell wichtig. In den 1950er Jahren geriet ihr Preis jedoch zunehmend unter Druck und musste immer wieder gesenkt werden, was mit kostenreduzierten Lösungen bei Konstruktion und Komponenten einherging. Dieser Prozess mündete 1954 in den Ersatz der Motoleggera 65 durch die Cardellino mit gleichem 65-cm³-Motor. Die sichtbarsten Unterschiede sind die deutlich kleineren Räder (vorne und hinten 20 Zoll anstelle von 26 Zoll) und der hintere Teil des Rahmens, worauf sich zwei einstellbare Reibungsdämpfer und das Schutzblech stützen. Der Preis in Italien 1956 betrug 99.500 lire.
Wie wichtig die Leichtkrafträder für Moto Guzzi in der Mitte der 1950er Jahre waren, unterstreichen die Verkaufszahlen des Jahres 1954: von insgesamt ca. 40.000 verkauften Einheiten entfielen rund 37.000 auf die kleinen Modelle Cardellino, Galletto und Zigolo, aber nur knapp 3000 auf die Airone und einige Hundert auf die Falcone.
Das Geschäftsjahr 1957 verlief für Moto Guzzi mit großen finanziellen Schwierigkeiten, weshalb sich das Unternehmen nach der Rennsaison 1957 im Einvernehmen mit den anderen großen italienischen Herstellern Gilera und F.B Mondial aus dem Rennsport zurückzog (siehe: Rückzug italienischer Hersteller aus der Motorrad-Weltmeisterschaft 1957). Um die Verkaufszahlen zu steigern, wurde 1957 unter anderen die Cardellino überarbeitet. Die Cardellino 73 hat einen größeren Hubraum, höhere Leistung und Höchstgeschwindigkeit. Es gibt die zwei auch optisch unterschiedlichen Varianten Turismo und Lusso (auf Deutsch: Luxus), 1957 in Italien für 99.500 bzw. 109.500 lire. Die Variante Lusso hat einen größeren Tank mit Zweitonlackierung Rot-Elfenbein, eine Zweiersitzbank und einen tieferen, sportiven Lenker.
Ab dem Modelljahr 1959 ist der Zylinder aus Leichmetall-Legierung, die Zylinderlauffläche ist verchromt, was einen von 5 % auf 2 % reduzierten Ölanteil in der Kraftstoffmischung ermöglicht. Überarbeitet wurden auch der Rahmen im Heckbereich und der Auspuff. 1960 erhielt die Turismo-Variante den Tank des Lusso-Modells, der Scheinwerfer wurde zur Anpassung an eine neue Gesetzgebung verbessert.
1962 kam die erneut überarbeitete Cardellino 83, teils auch offiziell als Cardellino 85 bezeichnet. Der Motor wurde auf 83 cm³ vergrößert, um Leistung und Höchstgeschwindigkeit marktgerecht zu steigern. Dieser Motor kann auch mit eingelegtem Gang angelassen werden. Vorder- und Hinterradaufhängung wurden stark verbessert, siehe Abschnitt Rahmen und Fahrwerk. Weitere Änderungen waren der größere und etwas eckigere Kraftstofftank, der aus Tiefziehblech statt aus geschweißten Rohren gefertigte Ständer, die nun klappbaren Fußrasten, der viel größere und nicht mehr zylindrische Werkzeugkasten und der nun aus zwei Halbschalen bestehende und nicht mehr lackierte Auspuff. Die Cardellino 83 gibt es weiterhin in den zwei Varianten Turismo und Lusso, die sich nur noch in der Sitzbank unterscheiden (Einsitzer mit Gepäckträger bei der Turismo, Zweisitzer bei der Lusso).
Ende 1963 endete die Produktion der Cardellino, Bestände wurden noch bis 1965 neu verkauft. Für die kostengünstige Mobilität waren zunehmend moderne Mopeds und die ab Mitte der 1960er Jahre neuen Mofas gefragt.
Produktionszahlen
| Version       | Rahmen-Nr. | Rahmen-Nr. | Anzahl |
| Version       | von        | bis        | Anzahl |
| ------------- | ---------- | ---------- | ------ |
| Cardellino 65 | A 00 AA    | A 49 GZ    | 34.685 |
| Cardellino 73 | B 00 AA    | B 24 FF    | 47.236 |
| Cardellino 83 | C 00 AA    | C 99 CF    | 5.237  |
| Summe         | Summe      | Summe      | 87.158 |

## Konstruktion

### Antrieb
Der fahrtwindgekühlte Einzylinder-Zweitaktmotor mit Drehschiebersteuerung und anfangs 64 cm³ Hubraum wurde von der Motoleggera 65 „Guzzino“ übernommen: der Zylinder liegt schräg nach vorn und hat vertikale parallele Kühlrippen. Das Aggregat ist eine sogenannte „Unit“-Konstruktion: Kurbelwelle und Getriebe sind in einem gemeinsamen Gehäuse untergebracht. Der Zylinderkopf ist aus Leichtmetall-Legierung, so auch ab 1959 der Zylinder.
Das Gemisch wird je nach Version von unterschiedlichen Dell’Orto-Vergasern gebildet (siehe Datentabelle).
Alle Versionen haben eine über Seilzug betätigte Mehrscheiben-Kupplung im Motoröl und ein Dreiganggetriebe, zuerst mit Handschalthebel an der rechten Seite des Tanks, ab 1957 mit Fußschalthebel rechts.
Der bis 1961 zylindrische, schwarz lackierte Auspuff befindet sich quer vor dem Hinterrad. Der Kraftstofftank fasst 8 Liter bzw. 8,5 Liter bei der Variante Lusso, 9 Liter bei der Cardellino 83. Weitere Herstellerangaben für die Cardellino 73 sind ein Benzinverbrauch von 1,65 l/100 km nach CUNA, eine theoretische Reichweite von 390 bzw. 420 km und eine maximal überwindbare Steigung von 16 %.

### Rahmen und Fahrwerk
Die Cardellino hat einen Einrohrrahmen aus rundem Stahlrohr mit angeschweißtem, Y-förmigem Heckrahmen aus tiefgezogenem Stahlblech.
Bei der ersten Version 1954 wird das Vorderrad durch eine Trapezgabel geführt, während am Hinterrad die Stahlblech-Schwinge zur Federung zwei parallele tonnenförmige Druckfedern und zur Dämpfung die einstellbaren Guzzi-typischen Reibungsdämpfer vom Typ Andre-Hartford. Ab 1956 gibt es eine „ungedämpfte“ (bzw. durch die innere mechanische Reibung leicht gedämpfte) Teleskopgabel. Die Cardellino 83 hat vorne eine hydraulisch gedämpfte Teleskopgabel, hinten eine Stahlrohrschwinge mit hydraulisch gedämpften Federbeinen.

### Bremsanlage
Alle Cardellino-Versionen sind mit den gleichen Simplex-Trommelbremsen aus Aluminiumguss ausgestattet. Die Vorderradbremse wird mechanisch über einen Handbremshebel am Lenker und Seilzug betätigt, die Hinterradbremse über einen Bremsfußhebel auf der linken Seite und Gestänge.

### Technische Daten
| Version               | Cardellino 65                                                | Cardellino 73 Turismo                                        | Cardellino 73 Lusso                                          | Cardellino 83                         |
| Bauzeitraum           | 1954–1956                                                    | 1957–1961                                                    | 1957–1961                                                    | 1962–1963                             |
| Hubraum               | 64 cm³                                                       | 73 cm³                                                       | 73 cm³                                                       | 83 cm³                                |
| Bohrung × Hub         | 42 × 46 mm                                                   | 45 × 46 mm                                                   | 45 × 46 mm                                                   | 48 × 46 mm                            |
| Verdichtung           | 5,5 : 1                                                      | 6,4 : 1                                                      | 6,4 : 1                                                      | 7,0 : 1                               |
| Vergaser (Dell’Orto)  | MU14B2                                                       | MU14B3                                                       | MU14B3                                                       | ?                                     |
| Nennleistung          | 2,0 PS (1,5 kW)                                              | 2,6 PS (1,9 kW)                                              | 2,6 PS (1,9 kW)                                              | 2,9 PS (2,1 kW)                       |
| – bei Drehzahl        | 5000/min                                                     | 5200/min                                                     | 5200/min                                                     | 5200/min                              |
| Getriebe              | 3-Gang, handgeschaltet                                       | 3-Gang, fußgeschaltet                                        | 3-Gang, fußgeschaltet                                        | 3-Gang, fußgeschaltet                 |
| Radaufhängung vorn    | Trapezgabel (1954–1955) Teleskopgabel (1956)                 | Teleskopgabel                                                | Teleskopgabel                                                | hydraulisch gedämpfte Teleskopgabel   |
| Radaufhängung hinten  | Blechschwinge, Tonnendruckfedern, „Hartford“-Reibungsdämpfer | Blechschwinge, Tonnendruckfedern, „Hartford“-Reibungsdämpfer | Blechschwinge, Tonnendruckfedern, „Hartford“-Reibungsdämpfer | Rohrschwinge, hydraulische Federbeine |
| Reifengröße vorn      | 20″ × 2,00″                                                  | 20″ × 2,25″                                                  | 20″ × 2,25″                                                  | 20″ × 2,25″                           |
| Reifengröße hinten    | 20″ × 2,25″                                                  | 20″ × 2,25″                                                  | 20″ × 2,25″                                                  | 20″ × 2,25″                           |
| Abmessungen (ca.)     | 1900 × 700 × 910 mm                                          | 1900 × 700 × 910 mm                                          | 1900 × 600 × 930 mm                                          | ?                                     |
| Tankinhalt            | 8 l                                                          | 8 l                                                          | 8,5 l                                                        | 9 l                                   |
| Leergewicht (trocken) | 56 kg                                                        | 57 kg                                                        | 60 kg                                                        | 58 kg                                 |
| Höchstgeschwindigkeit | ca. 55 km/h                                                  | ca. 60 km/h                                                  | ca. 60 km/h                                                  | ca. 65 km/h                           |

Quellen: 